# 데이비드 흄
데이비드 흄(영어: David Hume, 1711년 4월 26일 ~ 1776년 8월 25일)은 스코틀랜드 출신의 철학자이자 경제학자이며 역사가이다. 서양 철학과 스코틀랜드 계몽주의에 관련된 인물 중 손꼽히는 인물이다.
역사가들은 대개 흄의 철학을 회의론의 연장선상에 놓인 것으로 보고 있다. 그러나 많은 학자들이 자연주의적 요소가 흄의 철학에서 중요하게 다뤄지는가 그렇지 않은가를 놓고 논쟁을 벌여왔다. 흄의 학문은 여태껏 흄의 회의적인 면모를 강조하는 사람들(리드, 그린(Greene) 같은 부류나 논리실증주의론자들)과 자연주의자적 면모를 강조하는 사람들(돈 개릿, 노먼 켐프 스미스, 케리 스키너, 배리 스트라우드, 게일런 스트로슨 같은 부류)로 나뉘곤 했다.
흄은 존 로크와 조지 버클리 같은 경험주의자들, 그리고 피에르 벨(Pierre Bayle) 같은 프랑스어를 할 줄 아는 여러 작가들 , 또는 아이작 뉴턴, 새뮤얼 클러크, 프랜시스 허치슨(Francis Hutcheson), 그리고 조셉 버틀러(Joseph Butler)같은 영어권 지식인들에게 큰 영향을 받았다.

## 생애

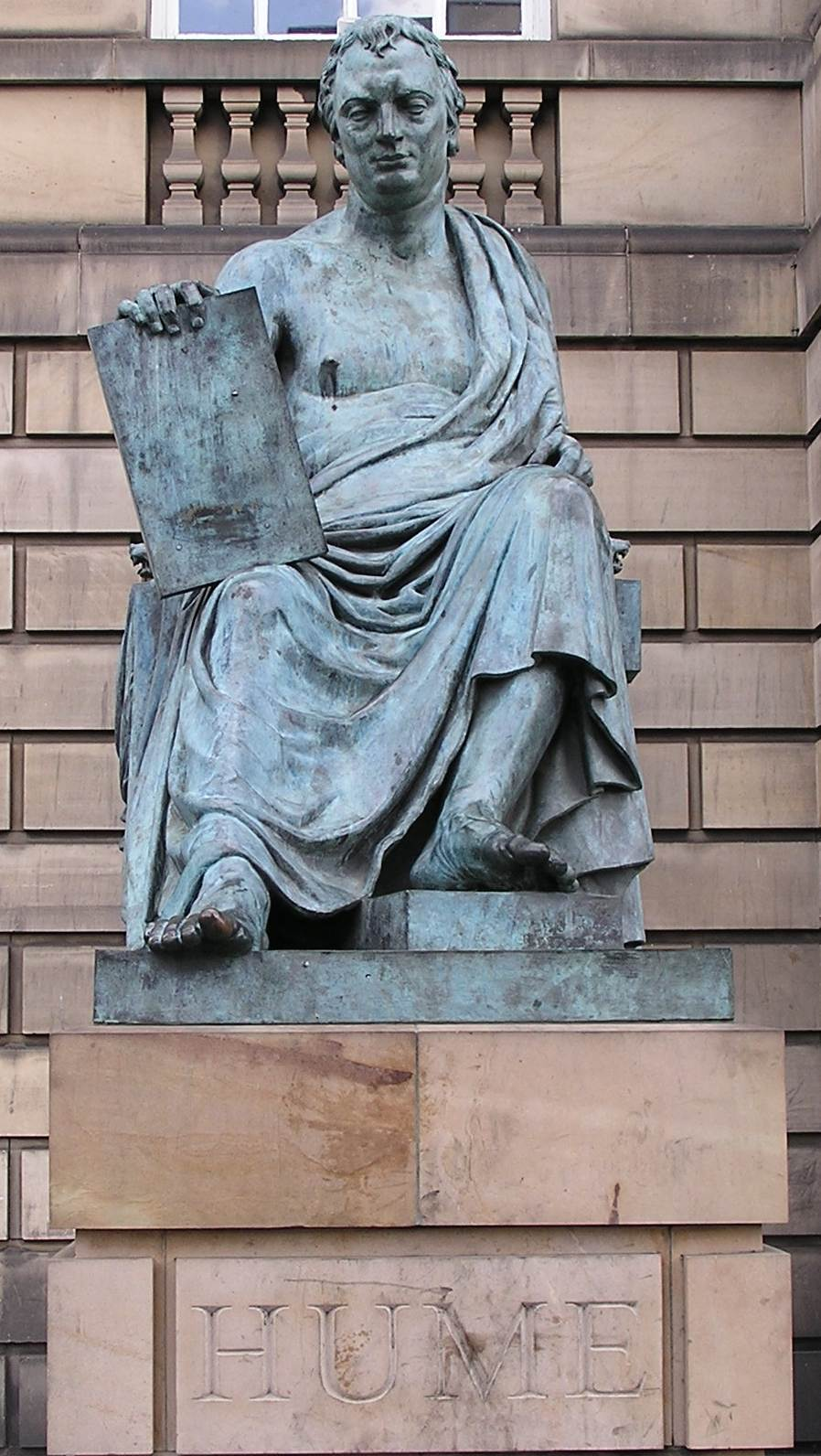
스코틀랜드 에든버러에 있는 데이비드 흄의 동상

데이비드 흄은 에든버러 북쪽에 위치한 천사이드에서 태어났다. 그의 아버지 존 흄(영어 John Hume)은 변호사였다. 그는 1734년 성을 Home(Hume으로 발음)에서 Hume으로 개칭했는데 이는 Home의 잉글랜드의 발음이 스코틀랜드와 달랐기 때문이다. 그는 평생 독신으로 지냈다.

### 교육
흄은 에든버러 대학교에 12살의 나이로 조기 입학하였나 졸업을 하지는 못했다. 그는 처음에 법학을 공부하였으나 이후 철학을 공부하였다. 후일 흄은 자서전에서 "어찌할 수 없는 혐오와 철학과 일반적 지식에 대한 추구 때문에 가족들이 보에와 비니우스를 강권하는 동안 몰래 키케로와 베르길리우스를 탐닉했다"고 회고하였다. 그는 18세에 철학에 대한 "사고의 새로운 지평"을 경험하였다고 술회하고 있으나 그 "지평"이 무엇이었는지는 정확히 설명하지 않아 갖가지 추측만 있을 뿐이다. 다만 이러한 새로운 사고의 지평으로 인해 그는 십대 시절을 온통 읽고 쓰는 데 소비하였으며 결국 신경쇠약에 걸리고 말았다.

### 경력
졸업 후 흄은 가정교사와 상업 사무원 사이에 진로를 결정하여야 했다. 그는 1734년 브리스톨에서 몇달 간 사무원 생활을 하였다. 그 후 그는 프랑스 앙주의 라플레체로 자리를 옮겼다. 그는 데카르트가 수학한 것으로 유명한 라플레체의 예수회 관할의 프리타네 군사학교를 자주 방문했다. 그는 4년여의 시간에 걸쳐 그의 첫 철학 저서인 《인간 본성에 관한 논고》을 집필하면서 그 동안의 저축을 모두 소진하게 된다. 흄은 자서전에서 이 시기를 "내 문필의 향상 외에는 모든 것이 초라한 간신히 부지하는 삶이었다."고 기록하였다. 《인간 본성에 관한 논고》은 26세 때 완성되었다.
오늘날 철학 학자들은 흄의 《인간 본성에 관한 논고》을 철학 사상 가장 중요한 책 가운데 하나로 평가하지만 당대 그레이트브리튼 왕국의 비평가들은 그렇지 않았다. 당대의 비평은 이 책이 "추상적이고 이해하기 어렵다"는 것이었다. 흄은 낙담했으나 곧 그의 쾌활한 성품으로 실망을 딛고 철학에 대한 열정을 되살렸다. 흄은 1744년 도덕과 정치에 관한 논문으로 에든버러 대학교의 교수직에 응시하였으나 그 자리는 윌리엄 클랙혼에게 돌아갔다. 후일 당시 에든버러 대학교의 총장이 흄을 무신론자로 간주하였기 때문이라는 것이 알려졌다.
1745년 재커바이트의 반란이 있자 흄은 미치광이로 소문난 애너데일 후작부인의 가정교사로 있었다.이 반란은 1년을 끌었으며 흄은 《영국사》를 집필하기 시작하였다. 집필에는 15년이 걸렸으며 1754년부터 1762년까지 총 6권으로 출판되었다.
흄은 교회로부터 이단이라는 의심을 받았으나 친분 있는 젊은 성직자들의 변론으로 재판까지 받는 일은 피했다. 그러나 흄의 형이상학에 대해 애버딘의 토머스 리드와 같은 철학자들은 여전히 신학적으로 문제가 있다는 주장을 제기하여 흄은 글레스고 대학교의 철학 수석 교수직을 얻는 데 실패하였다. 흄은 1752년 에든버러로 귀향하였다. 1752년 에든버러 도서관장을 지냈으며, 1763년 주 프랑스 대사의 비서로서 루소와 사귀었다.

### 종교

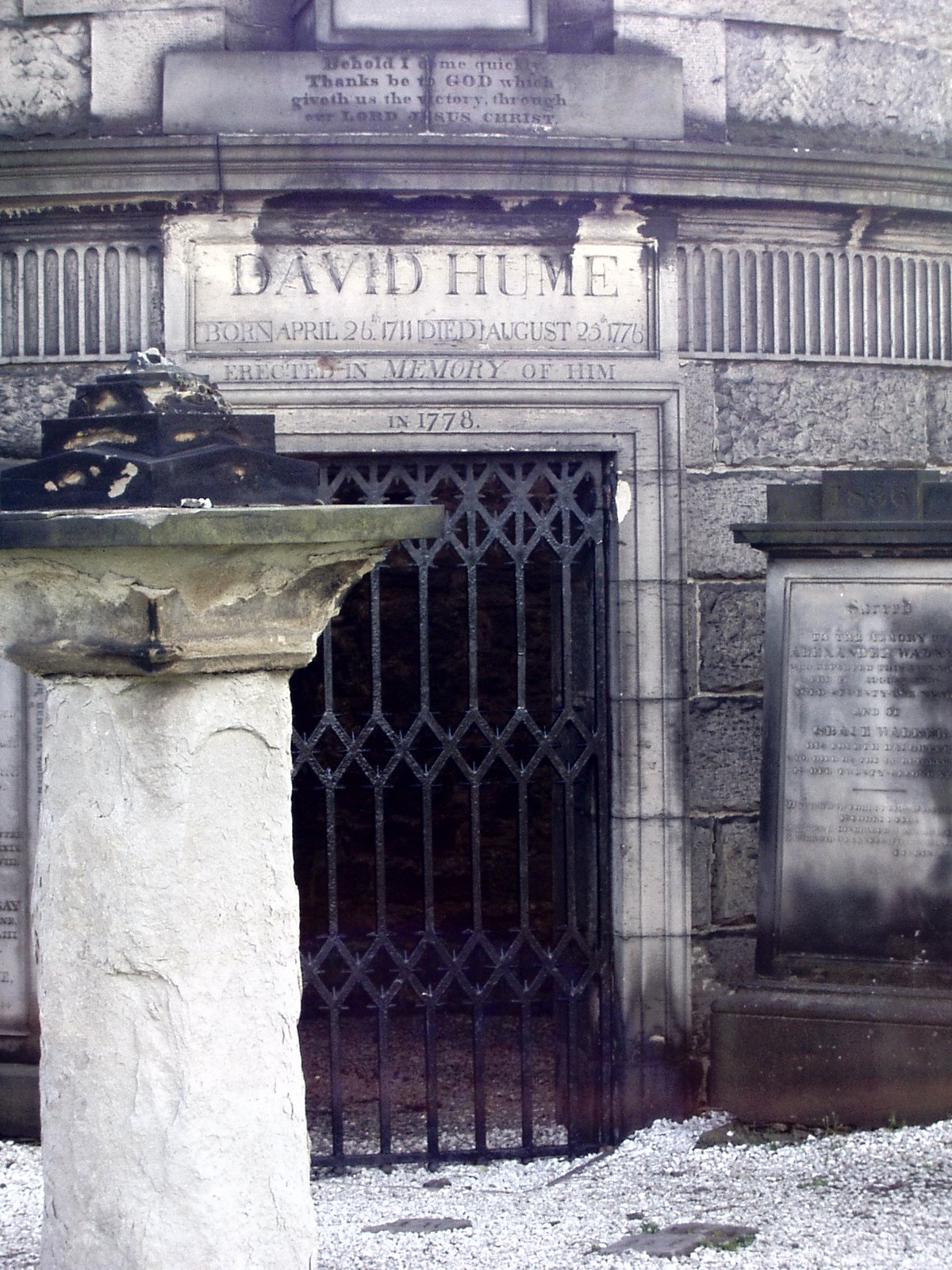
에든버러에 있는 흄의 무덤

흄은 일찍이 논고 〈종교와 미신에 대해〉에서 모든 종교에 대해 자신의 견해를 표명하였다. 흄 당대에서 종교에 대한 언급은 매우 조심스러운 것이었다. 흄이 태어나기 15년 전, 18세의 학생이었던 토머스 아이켄헤드는 기독교 신앙은 비상식적이라고 공개적으로 언급했다는 이유로 독신죄가 인정되어 교수형을 당했다. 흄은 자신의 견해와 주장을 책속의 등장인물을 통해 말하게 하는 등 우회적으로 표현하였으나 종교에 대한 그의 논문은 1776년 사망할 때까지 출간되지 않았다.
흄의 종교에 대한 저작인 《자연종교에 관한 대화》는 흄의 사후인 1778년이 되어서야 여전히 저자의 이름이나 출판사의 이름도 표기하지 않은 채 출간되었다. 이러한 조심스런 대처에도 불구하고 흄은 생시에도 이미 자연신론자 또는 무신론자로 의심받았다.

### 정치
흄은 정치면에서 회의적이면서 온건한 토리당에 속했다. 그는 반휘그당적 논지를 펴면서 왕당파쪽의 편에섰는 데, 그의 저서인 <영국의 역사>에서 그의 생각을 펼쳤다. 또한 그는 장로교나 청교도에 반대하는 의견을 펼쳤는 데, 이것은 그가 독립정신에 대한 반감을 표출한 것으로 해석된다. 그에 대한 예로, 토머스 제퍼슨은 <영국의 역사>를 버지니아 대학교에서 금서로 지정하였는 데, 흄의 토리당적 보수주의가 독립정신에 악영향을 미치것을 우려한 것으로 해석된다. 새뮤얼 존슨은 흄을 아무 원칙이 없는 토리당파라고 칭하면서, 만일 그에게 생각이 있다면, 토머스 홉스의 추종자라고 평가하였다. 그의 정치이론의 핵심은 법의 질서였다. 정치는 중재가 필수이며, 공동체를 위한 공공의 정신이 중요하다고 역설하였다. 미국혁명에 대한 흄의 입장은 조금 입장의 차이가 있다. 그는 미국이 영국에서부터 독립적으로 미국의 원칙을 갖도록 허용해야 한다고 주장했다. 그것은 벤저민 프랭클린이 1787년 필라델피아 제헌회의에서 고위 공직자가 봉급을 받지 말아야 한다는 것에 영향을 미친 것으로 보인다.
| “ | 만일 국민이 자유민주주의(자유를 추구하는 국가)의 축복을 누리지 못한다면, 예술과 과학은 발전을 기대할 수 없다. | ” |

### 경제[3]
흄은 상업과 무역이 사람들의 생활 수준을 높이는 가장 중요한 수단으로 보았다. 또한 그것이 국가의 대부분의 인구에게 문화적 세련됨을 가져다 줄 것으로 보았다. 상업은 사람들의 물질적 불평등을 해소시킬 것으로 보았고, 무역은 중산층의 수준을 향상시킬 방안으로 보았다. 또한 만일 국민들이 부유해 지게 되면, 정부의 독재적 권력은 약해지고, 제한 받게 될 것으로 보았고, 이 부유하게 된 중산층은 정부의 의존에서 자유롭게 될 것이기 때문이다.

#### 시장경제에서 재화의 역할
흄은 재화 즉 돈이 시장제도에서 어떤 역할을 하는 지에 대하여 밝혔는 데, 이 재화는 교환의 수단이며, 평형상태에 도달한 사회에서는 재화의 양은 아무런 의미가 없다고 논하였다. 즉, 시장에서의 가격은 시장의 물건의 양의 증대에 따라서 자율적으로 결정되며, 이윤과 비용 관계도 마찬가지이다.

### 말년
1763년 흄은 파리에서 헤트포드 경의 비서로 일했으며 말년의 대부분을 그곳에서 보냈다. 1776년 사망하여 에든버러에 묻혔다.

## 인간 과학
흄은 《인간 본성에 관한 논고》의 서문에서 "인간 과학은 유일하게 다른 모든 과학을 뒷받침하는 과학"으로 "체험과 관찰"이라는 경험적 방법에 의해 연구되는 과학이라고 주창하였다. 흄의 이러한 견해가 정확히 어떠한 것을 뜻하는지에 대해서는 학자 간에 의견이 엇갈려 왔다. 논리실증주의는 흄의 이 발언을 근거로 과학은 오직 경험에 의해 검증될 수 있는 것만을 추구하는 학문으로 경험적인 방법에 의해 검증할 수 없는 것은 참이나 거짓으로 판명할 수 없다고 주장한다. 이러한 주장에 따르면 흄은 논리실증주의의 선구자로서 경험에 의한 것만을 바탕으로 철학을 펼친 것으로 평가된다. 그러나, 이와 다른 견해를 가진 학자들은 논리실증주의가 흄이 스스로를 소극적인 회의론자로 파악한 것에 반하여 확증된 원칙을 세워 회의론을 거부하고 있다고 비평한다.
흄은 다방면에 걸쳐 연구를 남기고 있다. 흄은 《인간 본성에 관한 논고》의 서두에서 인간 심리에 대한 관심을 나타내었다. 흄은 뉴턴의 자연 탐구 방법을 사용하여 인간 정신의 기초적 사실을 분석하고, 거기에 의해서 '인성(人性)의 원리'를 밝히고, 여러 과학을 체계화하려 했다. 흄의 철학에서 인간의 심리 현상의 제1요소는 로크와 같은 '관념'이었다. 그런데 로크는 암묵(暗默)적으로 물심(物心)의 2원론을 전제로 하고 있었다. 흄은 그 전제를 버리고, 관념의 원천은 단지 하나 인상(Impression)밖에 없다고 하였다. 그러나 지식의 기원이 인상에서 오는 관념 이외에 없다고 한다면, 경험 과학의 기초인 인과(因果)의 관념은 원인과 결과가 사실상 결합되고 있는 것을 우리가 낯익었다는 것, 즉 습관에 따른 확신에 의존할 수밖에 없게 되어 객관성을 상실해 버린다. 정신적 실체로서의 자아도 결국 '관념의 묶음'에 환원된다. 따라서 우리들의 지식도 절대적인 것이 아니라 단순한 개연적(蓋然的)인 것에 불과하게 된다.
한편, 흄의 논리학은 후일 학파에 따라 논리실증주의적인 입장과 회의론적 사실주의의 입장, 또는 그 둘의 절충으로 해석된다. 흄이 다룬 논리 철학적 문제들은 다음과 같다.

### 귀납의 문제
(요약)
1. 귀납에 의존한 과학에는 단순한 견해에 대한 여러 가지 비판이 따른다.
2. 연역은 진리 보존적 논증이다.
3. 연역과는 달리 귀납은 결론이 참일수도 있고 거짓일수도 있다.
4. 우리는 평상시 언제나 귀납 논증을 사용한다.
5. 귀납 논증의 신뢰성이 보장되지 않는다는 것은 부정할 수 없다.
6. 귀납은 서로 다른 예측을 낳을 가능성이 농후하다.

### 인과론의 문제
흄은 인간의 경험에 앞서 규정된 것들(인과론, 도덕, 신관념 등)을 회의하였다. 관념론에 있어 가장 중요한 기초적 벽돌인 인과론을 흄은 회의하였다. 흄은 인과론이 실은 습관에 의해 귀납적으로 확립된 개연성에 불과하다고 보았다. 원인과 결과에 대한 원칙이 먼저 있는 것이 아니라 원인과 결과에 대한 체험이 인과론이라는 비교적 강한 개연적 법칙을 확립한 것이다. 필연적이라고 부르는 것들은 실은 개연적인 것이다. 이것이 흄의 회의론적 방법론이 도달한 지점이다.

## 윤리학
도덕에 관해서 본다면, 흄은 도덕을 감정의 문제라고 생각하고, 동정(同情：Sympathy)을 도덕의 심리적인 기초로 하였다. 본래 주관적인 도덕 감정은 제3자의 동감에 의해서 객관적 타당성, 사회성을 얻는다고 하는 것인데, 이 설은 공리주의적 도덕론의 선구가 되었다.

## 주요 저작
- A Kind of History of My Life (1734)
- 인간 본성에 관한 논고 (1739년) / A Treatise of Human Nature (1739–40)
  - 흄 『인성론』 / 장동익 pdf
- Essays, Moral, Political, and Literary (first ed. 1741–2)
  - A Letter from a Gentleman to His Friend in Edinburgh: Containing Some Observations on a Specimen of the Principles concerning Religion and Morality, said to be maintain'd in a Book lately publish'd, intituled A Treatise of Human Nature etc. Edinburgh (1745)
  - Political Discourses (part II of Essays, Moral, Political, and Literary within vol. 1 of the larger Essays and Treatises on Several Subjects) Edinburgh (1752)
- 인간의 이해력에 관한 탐구 (1748년) / An Enquiry Concerning Human Understanding (1748)
  - 흄 『인간지성에 관한 탐구』 / 윤선구 pdf
- An Enquiry Concerning the Principles of Morals (1751)
- Political Discourses/Discours politiques (1752–1758)
- Four Dissertations London (1757)
- 영국사 (1754~62년) / The History of England (1754–62)
- 종교의 자연사 / The Natural History of Religion (1757)
- "Sister Peg" (1760)
- "My Own Life" (1776)
- 자연종교에 관한 대화 (1779년) / Dialogues Concerning Natural Religion (1779)

기타
- 기적에 관하여 / 취미의 기준에 대하여 / 비극에 대하여

## 같이 보기[5]
- 애덤 스미스 : 만일 흄의 시민사회에 대한 업적이 없었다면 애덤 스미스는 한발짝도 나가지 못했을 것이다. 애덤 스미스는 흄의 글을 철저히 독파했으며 그의 사고의 근간에는 흄이 있었다.
- 토머스 리드 : 애버딘의 리드는 훔과 반대하여 논쟁을 펼쳤다. 하지만, 리드도 흄에 대하여 당대의 위대한 철학자중의 한 명으로 손꼽았다.
- 임마누엘 칸트: 칸트는 스스로 흄의 글을 읽고나서 독단의 잠에서 깨어났다고 표현했을 정도로 큰 영향을 받았다. 이후 그가 영국의 경험론과 대륙의 합리론을 종합하는 철학을 만드는 데에 영향을 미쳤다.

## 같이 보기
- 계몽시대
- 인간과학
- 맹자
- 과학적 회의주의
- 톰 비첨
- 질 들뢰즈

## 참고 문헌
- 최희봉・데이비드 흄의 생애와 사상: 탄생 300주년에 즈음하여 pdf
- 이 문서에는 다음커뮤니케이션(현 카카오)에서 GFDL 또는 CC-SA 라이선스로 배포한 글로벌 세계대백과사전의 내용을 기초로 작성된 글이 포함되어 있습니다.